# Бонелло, Бертран
Бертра́н Бонелло́ (фр. Bertrand Bonello, род. 11 сентября 1968, Ницца) — французский кинорежиссёр, сценарист, продюсер и композитор.

## Биография
Бертран Бонелло родился 11 сентября 1968 в Ницце. Получив классическое музыкальное образование, Бонелло играл в рок-группе. Писал музыку для короткометражных фильмов и рекламных роликов. С 1991 года живёт между Парижем и Монреалем. В 1996 году Бонелло снял свой первый короткометражный фильм, а в 1998 году — первый полнометражный фильм «Что-то органическое».
Известность Бонелло принесла поставленная им в 2001 году драма «Порнограф», получившей приз ФИПРЕССИ на Каннском кинофестивале. В 2003 году режиссёр снял картину «Тирезия», ставшая номинантом на «Золотую пальмовую ветвь» Каннского кинофестиваля. Драма Бертрана Бонелло «Дом терпимости» «Аполлонида», что рассказывает о парижском публичном доме, который доживает последние дни, стала номинантом на «Золотую пальмовую ветвь» Каннского кинофестиваля в 2011 году.
В 2014 году режиссёр представил на кинофестивале в Каннах свою новую ленту «Сен-Лоран. Стиль — это я». Биографический фильм о жизни и творчестве знаменитого кутюрье Ива Сен-Лорана, главную роль исполнил Гаспар Ульель. Фильм был выбран, чтобы представлять Францию на премию «Оскар» за лучший фильм на иностранном языке в 2015 году. Лента удостоилась 10 номинаций на премию Сезар в 2015 году, включая номинации «Лучший фильм» и «Лучший режиссёр».
Бертран Бонелло преподает в одной из самых престижных киношкол Франции — «La Fémis».

## Фильмография
- 1998 — Что-то органическое / Quelque chose d’organique
- 2001 — Порнограф / Le pornographe
- 2003 — Тирезия / Tiresia
- 2005 — Синди: Моя кукла / Cindy: The Doll Is Mine
- 2008 — На войне / De la guerre
- 2011 — Дом терпимости / L’Apollonide (Souvenirs de la maison close)
- 2014 — Сен-Лоран. Стиль — это я / Saint Laurent
- 2016 — Ноктюрама / Nocturama
- 2019 — Малышка зомби / Zombi Child
- 2022 — Кома / Coma
- 2023 — «Предчувствие»